# Lijst van county's in Hawaï

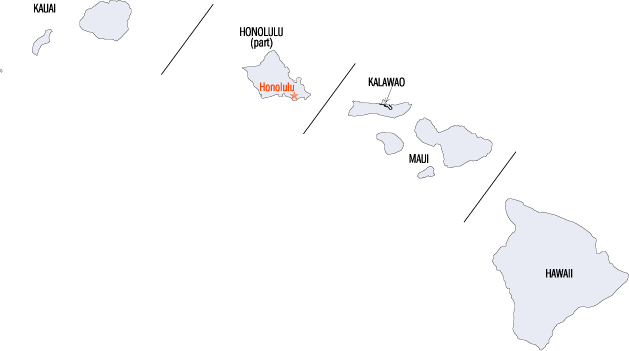
De counties van Hawaï

De Amerikaanse staat Hawaï is onderverdeeld in vijf county's. De county's functioneren tevens als gemeentes. De uitvoerende macht in een county wordt uitgeoefend door een burgemeester.
Vier van de vijf county's beslaan één of meerdere eilanden. Kalawao County beslaat enkel een schiereiland.
Er zijn de volgende county's:
| County   | Inwoners 1 juli 2007 | Hoofdplaats | Inwoners 1 juli 2007 | Eilanden                                               |
| -------- | -------------------- | ----------- | -------------------- | ------------------------------------------------------ |
| Hawai    | 173.057              | Hilo        | 47.317               | Hawaï                                                  |
| Honolulu | 905.601              | Honolulu    | 375.571              | Oahu, eilanden ten noordwesten van Niihau              |
| Kalawao  | 119                  | geen        | -                    | Kalaupapa-schiereiland op Molokai                      |
| Kauai    | 62.828               | Lihue       | 6092                 | Kauai en Niihau                                        |
| Maui     | 141.783              | Wailuku     | 13.543               | Maui, Kaho'olawe, Lanai, grootste gedeelte van Molokai |

Alabama · Alaska · Arizona · Arkansas · Californië · Colorado · Connecticut · Delaware · Florida · Georgia · Hawaï · Idaho · Illinois · Indiana · Iowa · Kansas · Kentucky · Louisiana · Maine · Maryland · Massachusetts · Michigan · Minnesota · Mississippi · Missouri · Montana · Nebraska · Nevada · New Hampshire · New Jersey · New Mexico · New York · North Carolina · North Dakota · Ohio · Oklahoma · Oregon · Pennsylvania · Rhode Island · South Carolina · South Dakota · Tennessee · Texas · Utah · Vermont · Virginia · Washington · West Virginia · Wisconsin · Wyoming